# Psylla tetrapanaxae
Psylla tetrapanaxae är en insektsart som beskrevs av Yang 1984. Psylla tetrapanaxae ingår i släktet Psylla och familjen rundbladloppor. Inga underarter finns listade i Catalogue of Life.